# Démocratie chrétienne (république démocratique du Congo)
Pour les articles homonymes, voir Démocratie chrétienne (homonymie).

Logo de la DC, tiré du site de la CEI.

Démocratie chrétienne est un parti politique de la république démocratique du Congo. Son président est Eugène Diomi Ndongala.